# Pilea clarana
Pilea clarana är en nässelväxtart som beskrevs av Ignatz Urban. Pilea clarana ingår i släktet pileor, och familjen nässelväxter. Inga underarter finns listade i Catalogue of Life.